# Monkey, Journey to the West
 (février 2011).
Si vous disposez d'ouvrages ou d'articles de référence ou si vous connaissez des sites web de qualité traitant du thème abordé ici, merci de compléter l'article en donnant les références utiles à sa vérifiabilité et en les liant à la section « Notes et références ».
Monkey, Journey to the West est un opéra pop composé par Damon Albarn et créé en 2007.

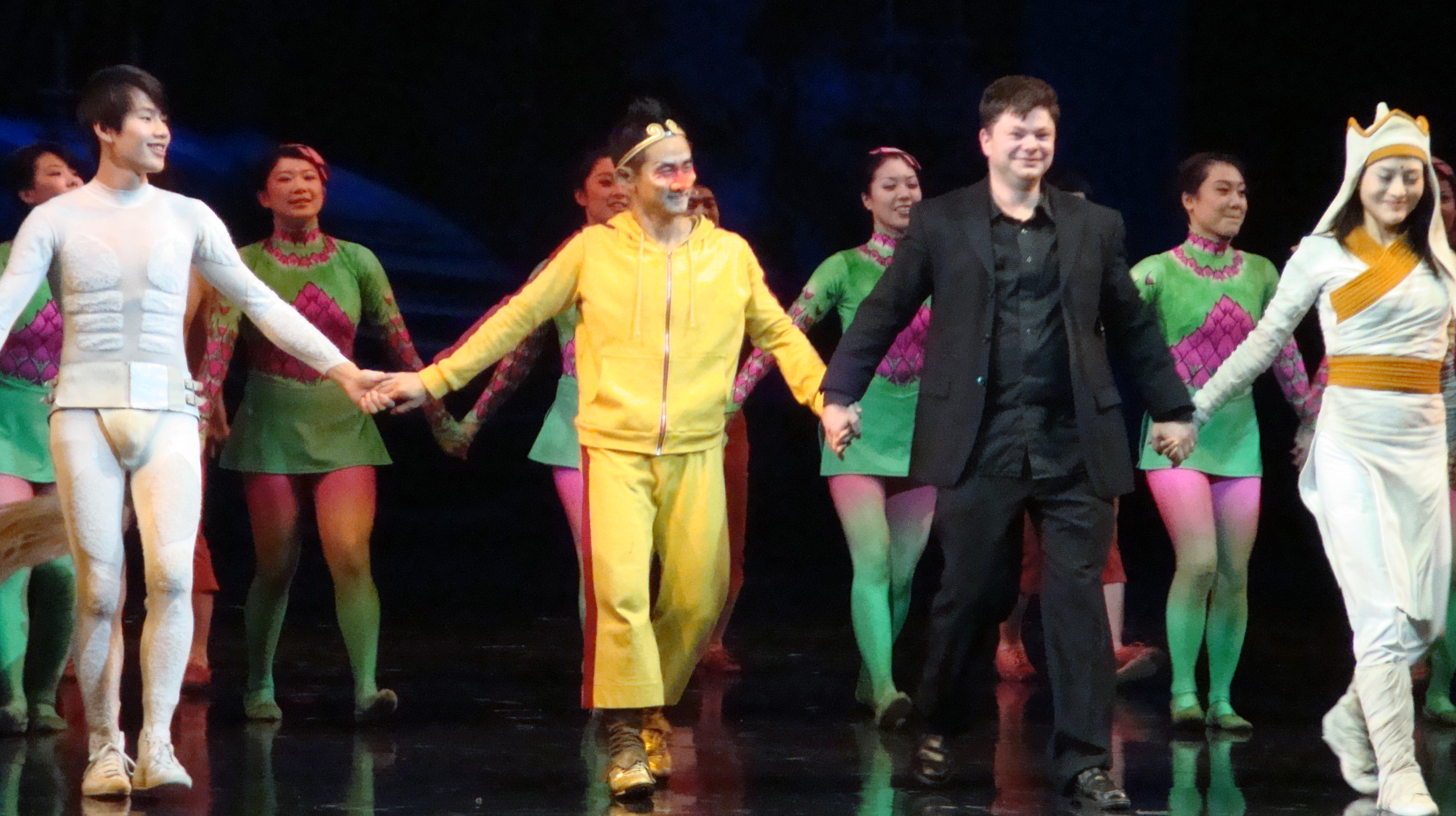
Acteurs de Monkey, Journey to the West (02 Arena, Londres, 2008).

Il s'agit de l'adaptation d'une légende chinoise, le Voyage en Occident, d'après le roman La Pérégrination vers l'Ouest de Wu Cheng'en, mise en scène en neuf tableaux, certains étant introduits par des scènes de dessins animés. Une fantaisie musicale avec des combats, des acrobaties et des chants racontant l'histoire du roi singe et de son voyage vers l'ouest en quête de l'immortalité et l'accession au paradis. Les textes, en chinois, sont sur-titrés sur scène.
La représentation, d'une durée de près de deux heures, est assurée par quarante-cinq comédiens, chanteurs, acrobates et interprètes d'arts martiaux et un orchestre en fosse.

## Création
Cette œuvre est une cocréation du théâtre du Châtelet de Paris, du Manchester International Festival et du Staatsoper Unter den Linden de Berlin, donné en avant-première au Palace Theatre de Manchester du 28 juin au 7 juillet 2007.
Le spectacle est présenté au théâtre du Châtelet, à Paris, du 26 septembre au 13 octobre 2007 puis sera représenté au Staatsoper Unter den Linden de Berlin en juillet 2008.
- Conception, mise en scène : Chen Shi-Zheng
- Composition : Damon Albarn
- Concept visuel, costumes, décors, animation : Jamie Hewlett
- Direction de l'orchestre : André de Ridder
- Conseiller musical : David Coulter
- Dramaturgie : David Greenspan

## Distribution

### Personnages principaux
- Fei Yang (distribution A) : Sun Wukong, le roi singe ; (distribution B) : le roi singe = Yang Fukai
- Yao Ningning : Xuanzang (Tripitaka), une fille du Ciel
- Xu Kejia : Zhu Bajie (Pourceau ou Porcet)
- He Zijun : Shaseng (Sablon ou Sablet)
- Jia Ruhan : la princesse dragon, la reine mère, Guan Yin
- Tang Ling : la démone au squelette blanc, une fille du Ciel, la princesse à l'éventail de fer, un poisson volant
- Liu Chang : Subodhi, le grand Bouddha
- Zeng Li : la femme araignée, une fille du Ciel, un poisson volant
- Wang Wei : le roi dragon, la démone au squelette blanc déguisée en vieil homme

### Acrobates
Chen Jihu, Chen Yuping, Li Bo, Li Ling, Li Siyu, Liang Fangyuan, Liu Lina, Liu Weiling, Luo Xiangdong, Luo Xiangyan, Mo Qianyun, Sheng Xufang, Song Yang, Tang Ge, Tang Ronghai, Teng Lili, Tong Jia, Wang Kai, Yang Tao, Yang Zhihao, Yan Xiang, You Xinyu, Yu Fengnian, Yu Jinwa, Zeng Ming, Zheng Xiaoni

### Arts martiaux
Chen Jiaojiao, Feng Changren, Lan Fei, Rong Cunqing, Wang Hongpeng, Xiao Dan, Zhang Jun

### Orchestre
- Pipa : Cheng Yu, Wang Weiping
- Zhongruan : Joseph Chang
- Zheng : Sun Zhuo
- Violons : Oli Langford, Nina Foster, François-Marie Drieux, Survier Flores, Daniel Garlitzki, Anne-Cécile Schmit
- Violoncelles : Wayne Urquhart, Nicolas Carpentier, Robin Defives
- Contrebasse : Rory McFarlane
- Scie musicale, klaxophone[2], percussions, cristal Baschet : David Coulter
- Percussions : Bent Clausen, Joel Stanley
- Ondes Martenot, Glassharmonica, cristal Baschet : Thomas Bloch
- Claviers : Michael Ertzscheid, Mike Smith
- Trompette : Henri Deleger
- Trombone : Guillaume Millière
- Trombone basse : Josquin Chuffart
- Tuba : Frédéric Marillier

### Chanteurs en fosse
Rosie Bell, Jennifer John, Jonathan John, Juliet Russell, Jean-Philippe Catusse, Julien Neyer, Isabelle Poinloup, Emmanuel Rigault, Olivera Topalovic

### Sur-titrage
- Traduction : Sylvie Durastanti
- Synchronisation : Chi Kuan Fang

## Argument
- Scène 1 : la naissance du singe et sa quête d'immortalité
- Scène 2 : le palais de cristal dans la mer Orientale et la barre magique
- Scène 3 : le banquet de pêches célestes
- Scène 4 : la grande paume de Bouddha
- Scène 5 : les pèlerins
- Scène 6 : la démone au squelette blanc
- Scène 7 : les femmes-araignées
- Scène 8 : la ville du volcan Rouge
- Scène 9 : le paradis